# Paramecolabus feae
Paramecolabus feae es una especie de coleóptero de la familia Attelabidae.

## Distribución geográfica
Habita en la India, Birmania y Vietnam.